# Carl Christoffer Andersson
Carl Christoffer (Kumlien) Andersson, född 21 september 1800 i Torstuna socken, Västmanland, död 18 juli 1863 i Stockholm, var en svensk kopparstickare och tecknare.
Han var son till kopparstickaren Samuel Anderson och Charlotta Christina Lindius. Andersson studerade vid Konstakademien i Stockholm och lärde sig gravera för Christian Forssell. Efter studierna anställdes han som gravör vid Sjöfartsverket, förutom sjökort graverade han bokillustrationer, bland annat Amalia Schoppes Scener ur ungdomslifvet 1832, Carl Fredric Dahlgrens Djurkretsen 1837 och Kongl. Vetenskapsakademiens handlingar för år 1848. Tillsammans med sin far utförde han illustrationsarbetet för en ny upplaga till David Klöcker Ehrenstrahls Certamen equestre.